# 土屋久美子
土屋 久美子（つちや くみこ、1969年10月16日 - ）は、日本の女優。

## 略歴
1990年、映画『バタアシ金魚』でデビュー。
埼玉県出身。スペースクラフト所属。身長165cm。血液型A型。特技は料理。ペットに猫を飼っている。

## 出演

### 映画
- バタアシ金魚（1990年）プー 役
- きらきらひかる（1992年）ウェイトレスB 役
- ナースコール（1993年）今井真澄 役
- トイレの花子さん（1995年）久保田先生 役
- お墓がない!（1998年）ミヨ 役
- 絆 -きずな-（1998年）藤城千佳子 役
- 39 刑法第三十九条（1999年）劇団員 野上頼子 役
- 蝉祭りの島（2000年）珠子,秋山陽子,二役(主演)
- 非・バランス（2001年）担任教師 役
- ナースのお仕事ザ・ムービー（2002年）桑田和子 役
- 昭和歌謡大全集（2003年）看護婦 役
- 死に花（2004年）
- ラブドガン（2004年）西園 役
- 阿修羅城の瞳（2005年）花魁 役
- せかいのおわり（2005年）美紀 役
- 寝ずの番（2006年）多香子 役
- 東京タワー 〜オカンとボクと、時々、オトン〜（2007年）ボクの高校時の先生 役
- 未来予想図 〜ア・イ・シ・テ・ルのサイン〜（2007年）
- 歓喜の歌（2008年、シネカノン）森永瞳 役
- ICHI（2008年、ワーナー）目隠しで騎乗位 その後斬られる 役

### テレビドラマ
- ドラマ新銀河（NHK）
  - くろしおの恋人たち（1994年） - 大友由理恵 役
- この世の果て（1994年、フジテレビ）三浦博実 役
- ボクの就職（1994年、TBS）加藤亜紀子 役
- 土曜ワイド劇場「7人のOLが行く! 沖縄お見合いツアーに 殺しの花が咲く!?」（1994年、テレビ朝日）林今日子 役
- 部屋においでよ（1995年、TBS）美津子 役
- 恋、した。／スプリングヘイズの向こう側（1997年、テレビ東京）ナミコ 役
- 3番テーブルの客（1997年、フジテレビ）
- なっちゃん家 第10話（1998年、テレビ朝日）
- 救命病棟24時 第4話（1999年、フジテレビ）大脇志乃 役
- 抱きしめたい! 世紀末スペシャル（1999年、フジテレビ）
- 学校の怪談　春の呪いスペシャル 第1話（2000年、関西テレビ）伊丹弥生 役
- らぶ・ちゃっと 第7話（2000年、フジテレビ）
- 花村大介 第10話（2000年、フジテレビ）植村遥子 役
- 合い言葉は勇気 第5話（2000年、フジテレビ）
- 明日があるさ（2001年、日本テレビ）山崎 役
- 暴れん坊将軍 XII 第5話（2002年）おさよ役
- ディビジョン1 第1話（2004年、フジテレビ）河合瑛子 役
- 対岸の彼女（2006年、WOWOW）
- 夜王 第10話（2006年、TBS）仮矢崎悦子 役

### CM
- BBIQ（2007年）

### 舞台
- 猫と庄造と二人のおんな

## 書籍

### 雑誌
- エムシーシスター（アシェット婦人画報社）